# Power Pack
Power Pack è un gruppo di personaggi dei fumetti, protagonisti di un'omonima serie pubblicata dalla Marvel Comics, che fu scritta per tutta la sua durata da Louise Simonson e disegnata da June Brigman.
La serie parlava dei fratelli Power (Alex, Julie, Jack e Katie), dei bambini con superpoteri, spesso aiutati da Franklin Richards, figlio di Mr. Fantastic e della Donna Invisibile dei Fantastici Quattro. Si rivolgeva a un pubblico di bambini, ma cercava di attirare anche i fan degli X-Men e dei Fantastici Quattro con riferimenti e apparizioni speciali; da notare che questa è la prima serie Marvel che ha avuto come protagonisti bambini, nemmeno controllati o supervisionati da un adulto per quasi tutta la serie.
Le vicende del gruppo si chiusero definitivamente nel 1992 con uno speciale estivo pubblicato un anno dopo la chiusura della serie.
Successivamente i fratelli Power comparvero solo brevemente come comprimari di altre testate Marvel, come quelle dedicate ai Fantastici Quattro e al gruppo mutante X-Force (in cui si ipotizzava che la piccola Katie entrasse a far parte di una formazione di X-Men del futuro).
In Italia la serie fu pubblicata dalla Play Press all'interno della serie X-Marvel.

## Membri del gruppo e poteri
Il gruppo comprende Alex, Julie, Jack e Katie Power. Alex può controllare la gravità; Julie sa volare e muoversi a velocità incredibili (lasciando una scia arcobaleno); Jack ha l'abilità di controllare la densità molecolare (cosa che gli permette di diventare una nuvola) e Katie può disintegrare la materia, assorbire energia e spararla in forma di palla di fuoco. In ogni caso, si sono scambiati i poteri più volte.
Oltre ai figli del Dr. Power, ci furono altri tre membri del "Power Pack". Il quinto era Franklin Richards, (figlio di Reed e Sue Richards dei Fantastici Quattro) che aveva poteri psionici. Il sesto era un giovane Kymelliano di nome Kofi Whitemane (nipote del primo Whitemane), con il potere di teletrasportarsi (più tardi scoprì gli altri poteri Kymelliani) e infine Marty.

## Storia
Il padre dei bambini, il Dr. James Power, scoprì un processo per generare energia dall'anti-materia e costruì un generatore prototipo, ma ignorava che ci fossero errori nelle sue formule, che potevano causare un'esplosione che avrebbe distrutto la Terra. Questo fu scoperto da Aelfyre Whitemane, un membro di una razza aliena nota come i Kymelliani. L'extraterrestre conosceva la natura del pericolo perché un esperimento simile distrusse il loro pianeta natio. Mentre tentava di fermare Power, fu ucciso dal suo nemico rettile Snarks. Snarks rapì inoltre il Dr Power e sua moglie Margaret, per farsi rivelare il segreto dell'anti-materia. Morendo Whitemane salvò i figli di Power e li informò di quello che stava accadendo; quindi trasmise loro i suoi poteri, sperando che questi portassero a termine la sua missione, quindi morì.
I bambini, con l'aiuto della nave spaziale senziente dell'alieno, chiamata Venerdì, riuscirono a fermare il test e a salvare i propri genitori (senza che loro lo sapessero). Decisero quindi di diventare segretamente dei supereroi. Venerdì costruì i loro costumi (in realtà tute spaziali Kymelliane). Il Pack fu un gruppo di supereroi meritevole e riuscì a mantenere il segreto sulle vere identità, a dispetto delle mirabolanti avventure che ebbero, tra cui l'incontro di numerosi eroi e cattivi, battaglie con Snarks, viaggi verso la nuova patria Kymelliana, scambi di poteri.

## Adolescenza
Dopo la conclusione della loro serie a fumetti, Alex riapparve nella serie New Warriors dove entrò nel gruppo dei giovani guerrieri con il nome di Powerhouse dopo aver rubato i poteri ai propri fratelli. Alla fine Alex restituì loro i poteri, non prima che i genitori scoprissero la loro doppia identità.
Durante la seconda serie dei New Warriors, Speedball contatta Alex per coinvolgerlo nel gruppo, ma questi declina.
Nel 2000 una nuova miniserie di quattro numeri racconta le avventure dei ragazzi cresciuti che combattono contro i nemici di sempre, stavolta con l'aiuto dei genitori.
Julie Power è ricomparsa, ormai adolescente, nella serie Runaways dove si unisce al gruppo Excelsior e inizia una relazione con Ricochet.

## Revival
Nel 2005 una nuova miniserie ha visto la luce. Scritta da Mark Sumerak e disegnata dallo studio giapponese Gurihiru, la storia non ha una vera e propria collocazione temporale, poiché i ragazzi hanno l'età della loro apparizione ma è il contesto temporale è attuale. Pur indirizzandosi essenzialmente ad un pubblico molto giovane, la mini serie ha avuto un buon successo, tanto che ha avuto numerosi seguiti:
- X-Men & Power Pack: Power of X, dove il team incontra numerosi mutanti tra i quali vale la pena citare Ciclope, Wolverine, Bestia, Nightcrawler e inoltre Sabretooth e Mystica.
- Avengers & Power Pack: Assemble, nella quale il team adolescenziale fa coppia con i citati Vendicatori che annovera presenze come Capitan America, Iron Man, l'Uomo Ragno e la Donna Ragno (Jessica Drew). In questa miniserie hanno combattuto anche contro Kang.
- Spider-Man & Power Pack, dove il team s'incontra con il già citato Uomo Ragno e scontra con cattivi come l'Avvoltoio, l'Uomo Sabbia e Venom.
- Hulk & Power Pack, nel quale i quattro eroi si uniscono ad Hulk per battere nemici potenti come l'Uomo Assorbente, Abominio e Zzzax.
- Fantastic Four & Power Pack, dove il quartetto si allea con i Fantastici Quattro e Franklin Richards per battere numerosi villains.
- Iron Man & Power Pack, insieme al già citato Iron Man.
- Power Pack: Day One, che è uscito a marzo 2008 e rinarrerà le origini del team.